# Triaenodes schmidi
Triaenodes schmidi là một loài Trichoptera trong họ Leptoceridae. Chúng phân bố ở miền Tân bắc.